# Pamendanga ceramensis
Pamendanga ceramensis är en insektsart som först beskrevs av Frederick Arthur Godfrey Muir 1913.  Pamendanga ceramensis ingår i släktet Pamendanga och familjen Derbidae. Inga underarter finns listade i Catalogue of Life.